# Coleophora trigeminella
Coleophora trigeminella é uma espécie de mariposa do gênero Coleophora pertencente à família Coleophoridae.